# ХК Сливница
ХК Сливница е български хандбален клуб от град Сливница. Клуба играе своите мачове в Зала "Арена Сливница", и разполага с женски и мъжки отбори, в няколко възрастови групи. Женският отбор е постоянен участник в елитното хандбално първенство на България ("А" РХГ), като най-голям успах постигат през 2023 г., когато печелят бронзовите медали в турнира за Купата на България по хандбал за жени.

## История
Хандбала в Сливница стартира своето съществуване през 1979 г.
От 1990 г. начело на клуба и основен треньор в клуба е Мариела Иванова.
От 2002 г. ОСК се преименува в СК по хандбал и негов председател е Димитър Иванов. Клубът има един отбор момичета, родени 1987-1988г., които последователно се състезават във всички възрасти от 12 г. до 18г. През 2003 г. клубът участва в първия турнир по мини хандбал в НСА , където заема ІІ място.
От 2003 г. в клуба започват да играят деца от набор 1993-96 и се стигне до сегашните деца…
През годините отборите минават през възрастите 10 , 12, 14, 16, 19 годишни и се стигне до сегашния
женски отбор. Клубът си извоюва място като един от най-добрите в страната в женско направление. От 2009 г. председател на клуба е Григор Григоров (след оттегляне на Д. Иванов). Тогава е променено и името на клуба на ХК „Ники Спорт-Сливница“ . От същата година за първи път в новата история женски отбори стартират в първенствата на „Б“ РХГ . Поради липса на противници в нашата зона, отборът на жените и девойките старша възраст играят в зона „Тракия“.
През лятото на 2009г. отбор девойки участва в международния турнир за световна купа на открито в гр. Терамо (Италия), където заема ІV място от 36 отбора от 4 континента.
Успехите продължават и през следващите години – 2010г. и 2011г. Първенци в зонални и регионални първенства. Редовно участие в първенствата за „Купа България“ за жени и девойки.
Повечето от състезателките учат в СОУ „Св. Св. Кирил и Методий“ – гр. Сливница и с чест представят училището в състезанията на МОН-Ученически игри (за възрастите 5-7 кл., 8-10 кл. и 11-12 кл.).
През 2012г. клубът отново участва в турнир в Италия и се класира на призови места. През 2013 година участва в Международен турнир в гр. Торелано (Испания)
От 2008г. клубът редовно участва в първенствата по плажен хандбал и се представя много добре. През 2013 г. завършват на 2-ро място, през 2014г. – 3-то място. През 2015 г. е държавен шампион за девойки до 17 г.
От месец юли 2014г ., състезателките започват да тренират и играят своите мачове в новопостроената зала „Арена Сливница“. Дотогава подготовката се е водила на игрището в двора на СОУ „Св. Св. Кирил и Методий“ и салона на училището, който е с размери 18-9м.
От 2015 г. председател на ХК „Ники Спорт Сливница“ е Николай Кирилов.
През 2015 г . клубът приема домакинството на ДП за девойки до 19г., където се класира на ІІ-ро място. В почти същия състав, ученическия отбор на местното СОУ стана шампион във финала на Ученическите игри за девойки 11 – 12 клас.
При участията си в турнирите за „Купа България“ през 2023 г. жените заемат ІІІ-то място.
Девойките до 19 г. на ХК Сливница стават Шампион на България, печелейки титлата на държавното първенство по хандбал за девойки до 19 години, след като на финала надиграват ХК Етър 64 с 41:36 (23:17).
През 2022 г., за Президент на клуба е избрана Камелия Костадинова.